# تيودورو بينينو
تيودورو بينينو هو صحفي فلبيني، ولد في 18 مايو 1923 في مانيلا في الفلبين، وتوفي في 3 يونيو 2005 في كيزون في الفلبين بسبب سرطان الكبد.